# Syrphoctonus centralis
Syrphoctonus centralis là một loài tò vò trong họ Ichneumonidae.